# Carols Service
The Carols Service sau The Festival of Nine Lessons and Carols, ori slujba colindelor, e o slujbă bisericească a ritului anglican, ce se face de regulă la Cambridge în seara de Crăciun la ora 16, iar în alte biserici, catedrale și școli în ultima duminică din postul Crăciunului, seara, sau în seara de Crăciun.
Această slujbă constă în nouă citiri biblice și nouă colinde populare, la care se adaugă ectenii, colinde culte, etc.